# Filipe Neri Ferrão
Filipe Néri António Sebastião do Rosário Ferrão (Aldona, 20 gennaio 1953) è un cardinale e patriarca cattolico indiano, dal 25 novembre 2006 arcivescovo metropolita di Goa e Damão.

## Biografia
Filipe Néri António Sebastião do Rosário Ferrão è nato ad Aldona il 20 gennaio 1953, ultimo dei tre figli di Agostinho Lourenço Tomé Ferrão e Maria Palmira Eugênia Gertrudes da Conceição Nazaré.

### Formazione e ministero sacerdotale
Ha studiato nel seminario minore Nostra Signora di Saligao e nel seminario papale di Pune. Nel 1975 si è laureato in filosofia e nel 1979 in teologia.
Il 28 ottobre 1979 è stato ordinato presbitero per l'arcidiocesi di Goa e Damão nella chiesa di San Tommaso ad Aldona. In seguito è stato vicario parrocchiale della parrocchia del Salvatore del Mondo dal dicembre del 1979 al maggio del 1980. Ha poi seguito un corso di pastorale all'Istituto pastorale San Pio X di Goa. È poi stato vicario parrocchiale della parrocchia di Chinchinim dal giugno del 1981 al maggio del 1984, prefetto e insegnante nel seminario minore Nostra Signora di Saligao dal giugno del 1984 al maggio del 1986 e primo direttore della commissione vocazionale per il clero diocesano dal 1984 al 1986. È stato quindi inviato a Roma per studi. Nel 1988 ha conseguito la licenza in teologia, con specializzazione in teologia biblica, presso la Pontificia università urbaniana. Nel 1991 ha conseguito la licenza in catechetica presso l'Istituto internazionale Lumen Vitae di Bruxelles, affiliato all'Università Cattolica di Lovanio. Tornato in patria è stato direttore del Centro diocesano per l'apostolato dei laici dal 1991 al 1994, membro dell'équipe per i trasferimenti di sacerdoti dal 1992 al 1997, consigliere ecclesiastico della Corporazione medica San Luca di Goa dal 1992 al 1994 e vicario episcopale per la zona nord dell'arcidiocesi dal 1993 al 1994.

### Ministero episcopale e cardinalato
Il 20 dicembre 1993 papa Giovanni Paolo II lo ha nominato vescovo ausiliare di Goa e Damão e titolare di Vanariona. Ha ricevuto l'ordinazione episcopale il 10 aprile successivo nella cattedrale di Santa Caterina a Goa dall'arcivescovo metropolita di Goa e Damão Raul Nicolau Gonçalves, co-consacranti il vescovo di Port Blair Aleixo das Neves Dias e il vescovo ausiliare di Bombay Ferdinand Joseph Fonseca. Dall'aprile del 1994 al marzo del 2004 è stato vicario generale dell'arcidiocesi. È stato anche presidente della commissione giustizia, pace e sviluppo del Consiglio dei vescovi della regione occidentale dal giugno del 1995, vicepresidente del Forum dei servizi sociali della regione occidentale dal giugno del 1995 e membro del gruppo di visitatori apostolici incaricati dalla Santa Sede di visitare i seminari e agli istituti di formazione in India dal 1998 al 1999.
Il 12 dicembre 2003 papa Giovanni Paolo II lo ha nominato arcivescovo di Goa e Damão, con i titoli onorifici di patriarca delle Indie Orientali, primate d'Oriente e arcivescovo di Cranganore. Ha preso possesso dell'arcidiocesi il 21 marzo successivo alla presenza del nunzio apostolico Pedro López Quintana.
Il 25 novembre 2006 papa Benedetto XVI ha eretto la provincia ecclesiastica di Goa e Damão e lo ha nominato suo primo arcivescovo metropolita.
Nel settembre del 2011 ha compiuto la visita ad limina.
In seno alla Conferenza dei vescovi cattolici dell'India è stato presidente della commissione per i laici e consigliere ecclesiastico dell'All India Catholic Union e delle Christian Life Communities dal gennaio del 1998 al gennaio del 2002. Dal 12 febbraio 2014 all'8 febbraio 2018 è stato secondo vicepresidente della stessa Conferenza.
Nell'ambito della Conferenza dei vescovi cattolici latini dell'India è stato presidente della commissione per i laici dal gennaio del 1998 al gennaio del 2002, vicepresidente dall'11 gennaio 2011 al 12 gennaio 2019 e ne è presidente dal 12 gennaio 2019.
Il 29 maggio 2022, al termine del Regina Caeli, papa Francesco ha annunciato la sua creazione a cardinale; nel concistoro del 27 agosto seguente lo ha creato cardinale presbitero di Santa Maria in Via. Il 22 ottobre 2023 ha preso possesso del titolo cardinalizio.
Dal 1º gennaio 2025 è presidente della Federazione delle conferenze episcopali dell'Asia.
Il 7 e 8 maggio 2025 ha partecipato come cardinale elettore al conclave che ha portato all'elezione di papa Leone XIV.
Il suo motto episcopale è "Tim sogllim ek zaum" che significa "affinché tutti siano una sola cosa" in lingua konkani.
Parla il konkani, l'inglese, il portoghese, l'italiano, il francese e il tedesco.

## Genealogia episcopale e successione apostolica
La genealogia episcopale è:
- Cardinale Scipione Rebiba
- Cardinale Giulio Antonio Santori
- Cardinale Girolamo Bernerio, O.P.
- Arcivescovo Galeazzo Sanvitale
- Cardinale Ludovico Ludovisi
- Cardinale Luigi Caetani
- Cardinale Ulderico Carpegna
- Cardinale Paluzzo Paluzzi Altieri degli Albertoni
- Papa Benedetto XIII
- Papa Benedetto XIV
- Papa Clemente XIII
- Cardinale Marcantonio Colonna
- Cardinale Giacinto Sigismondo Gerdil, B.
- Cardinale Giulio Maria della Somaglia
- Cardinale Carlo Odescalchi, S.I.
- Cardinale Costantino Patrizi Naro
- Cardinale Lucido Maria Parocchi
- Cardinale Pietro Respighi
- Cardinale Pietro La Fontaine
- Cardinale Celso Benigno Luigi Costantini
- Cardinale James Robert Knox
- Patriarca Raul Nicolau Gonçalves
- Cardinale Filipe Neri António Sebastião do Rosário Ferrão

La successione apostolica è:
- Vescovo Simião Purificação Fernandes (2024)